# Корона
Коро́на (от лат. соrōnа — «венок») — головной убор, символизирующий власть монарха. Обряд венчания на царство именуется «коронацией». Современные монархи носят короны лишь в особо торжественных случаях.

## Виды
Короны могли иметь различную форму: шапки, венцы, обручи, венчающиеся листьями, зубцами или пластинками. В Европе производились из различных драгоценных металлов (то есть из золота или из серебра) и украшались драгоценными и полудрагоценными камнями.
В зависимости от титула их владельца короны Европы делились на императорские, королевские, княжеские, герцогские, графские и т. д. Есть также папская корона — тиара. Символическое изображение короны в геральдике именуется «геральдической короной».

## История
Царские венцы (в эпоху эллинизма, именовавшиеся «диадемами») характерны для державы Ахеменидов и других государств Древнего Востока. Возможно, древнейшие короны использовались фараонами в Египте. Египетские короны различных форм и раскраски ассоциировалась с разными землями и божествами, например, белая корона хеджет, красная корона дешрет, синяя корона хепреш и сдвоенная корона пшент. 
После того, как Александр Македонский покорил Египет и принял титул Гелиоса, уподобив себя богу солнца, он стал носить корону в виде солнечных лучей. Эту форму диадемы сохранили его преемники (диадохи), в частности египетские Птолемеи.
Римские императоры по греческой традиции носили венки из лавра и других растений, хотя со времён Августа встречаются и их изображения в венцах из металла. Непременным атрибутом императора золотая диадема в виде солнечных лучей стала с III века, когда в Риме утвердился культ Непобедимого Солнца. Подобную корону носил и Константин Великий, причём христиане воспринимали её лучи как символы гвоздей Креста Господня. Венец данной формы можно видеть на Статуе Свободы в Нью-Йорке.
Древнейшей из христианских корон, сохранившихся до нашего времени, считается железная корона Ломбардии, которая, по наиболее смелым предположениям, была создана ещё в V веке. Именно ею короновался Наполеон. Начиная с XI века короны использовались в качестве символа власти практически всеми государствами Европы.

## В России
В Московской Руси в качестве короны великого князя, позднее царя, использовалась шапка Мономаха. В церемониалах Русского царства XVI—XVII веков фигурировали и другие венцы, отороченные мехом соболя. В Российской империи им на смену пришла Большая императорская корона, выполненная по традиционным европейским лекалам.